# Neoaliturus angulata
Neoaliturus angulata är en insektsart som beskrevs av Naudé 1926. Neoaliturus angulata ingår i släktet Neoaliturus och familjen dvärgstritar. Inga underarter finns listade i Catalogue of Life.